# ジュンブシュ
ジュンブシュ (トルコ語: cümbüş) はトルコの弦楽器の一種である。1930年にゼイネル・アビディン・ジュンブシュが開発したウードに似た楽器である。さまざまなバリエーションが存在するが、金属のボディに皮を張りフレットがないネックに弦を12本張って弾くことが多い。もともとはウードを改造したものだが、ネックを別の楽器のものにすることもある。  

## 演奏
ボディは金属で、皮が張られており、通常はフレットがない。ナイロン弦かスチール弦を12本張って弦をはじいて弾くことが多い。調弦はAA2 BB2 EE3 AA3 DD4 GG4のようにすることが多いが、ウードと同じ調弦も使われる。
もともとはウードを改造したものだが、ネックを別の楽器のものにすることもある。マンドリン、バーラマ、ギターなどのネックを使うことがある。

## 開発

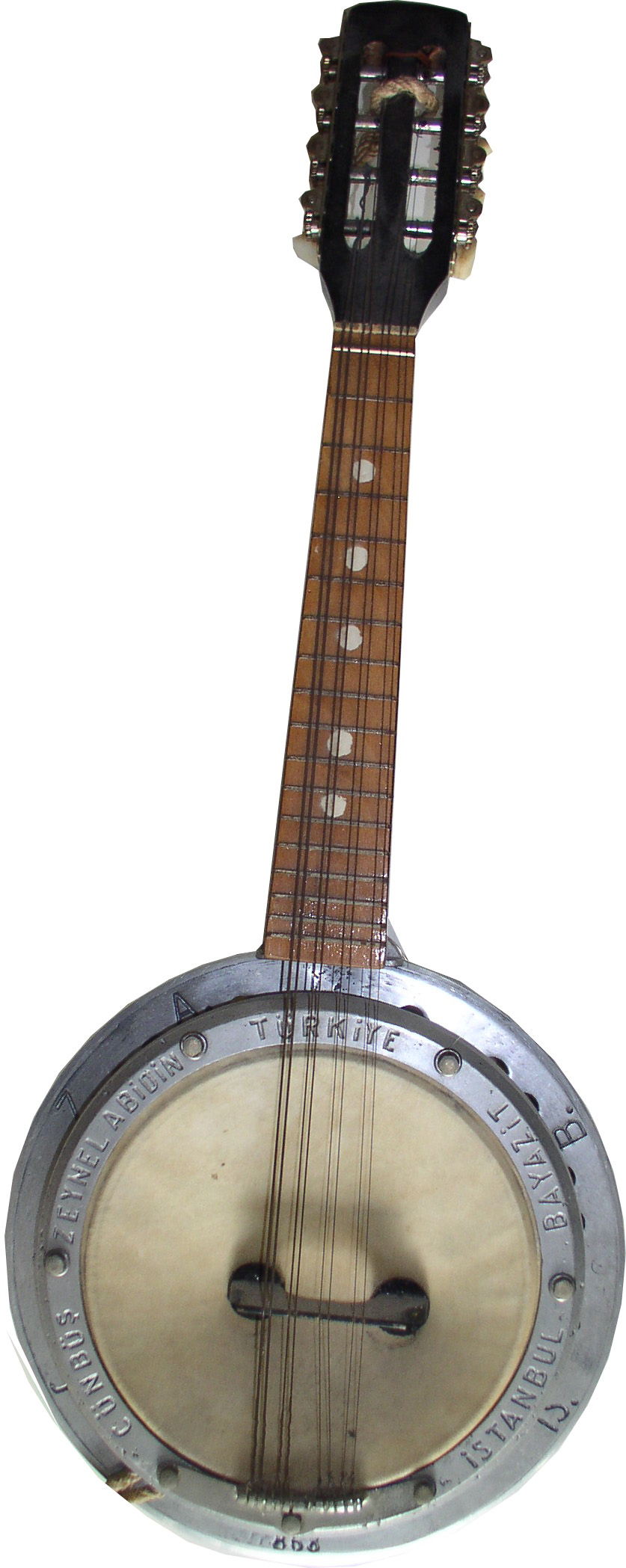
マンドリンのようなネックがついたマンドシュンブジュ

「ジュンブシュ」 (トルコ語: cümbüş)  とはトルコ語の「楽しみ」を指す言葉から来ている。マケドニアのスコピエ生まれでイスタンブールで武器製造の職人をしていたゼイネル・アビディンが現在ジュンブシュと呼ばれているタイプの楽器を1930年に作り、特許権を取得した。ゼイネル・アビディンはトルコ政府が国民に姓を名乗ることを義務づけた際、この楽器の名前であるジュンブシュを姓とした。ジュンブシュ一家はジュンブシュ音楽会社としてジュンブシュの販売を行うようになった。

## 普及
ウードが高額である一方、ジュンブシュは比較的安価で丈夫であったため、広く用いられるようになった。トルコのロマはこの楽器をよく演奏しており、結婚式などでは定番である。
1960年代になるとトルコではバンジョーが普及してジュンブシュが押され気味になった一方、アメリカ合衆国ではバンジョーなどの奏者がジュンブシュを弾く機会が増えるようになった。弦楽器奏者のデヴィッド・リンドリーはライ・クーダーによる『パリ、テキサス』（1984）のサウンドトラックでジュンブシュの一種を弾いている。

ジュンブシュ音楽会社は21世紀になっても営業を行っており、2002年には3000挺程度のジュンブシュを製造し、他の楽器も多数作っている。アメリカ合衆国、フランス、ギリシャなどに輸出もしている

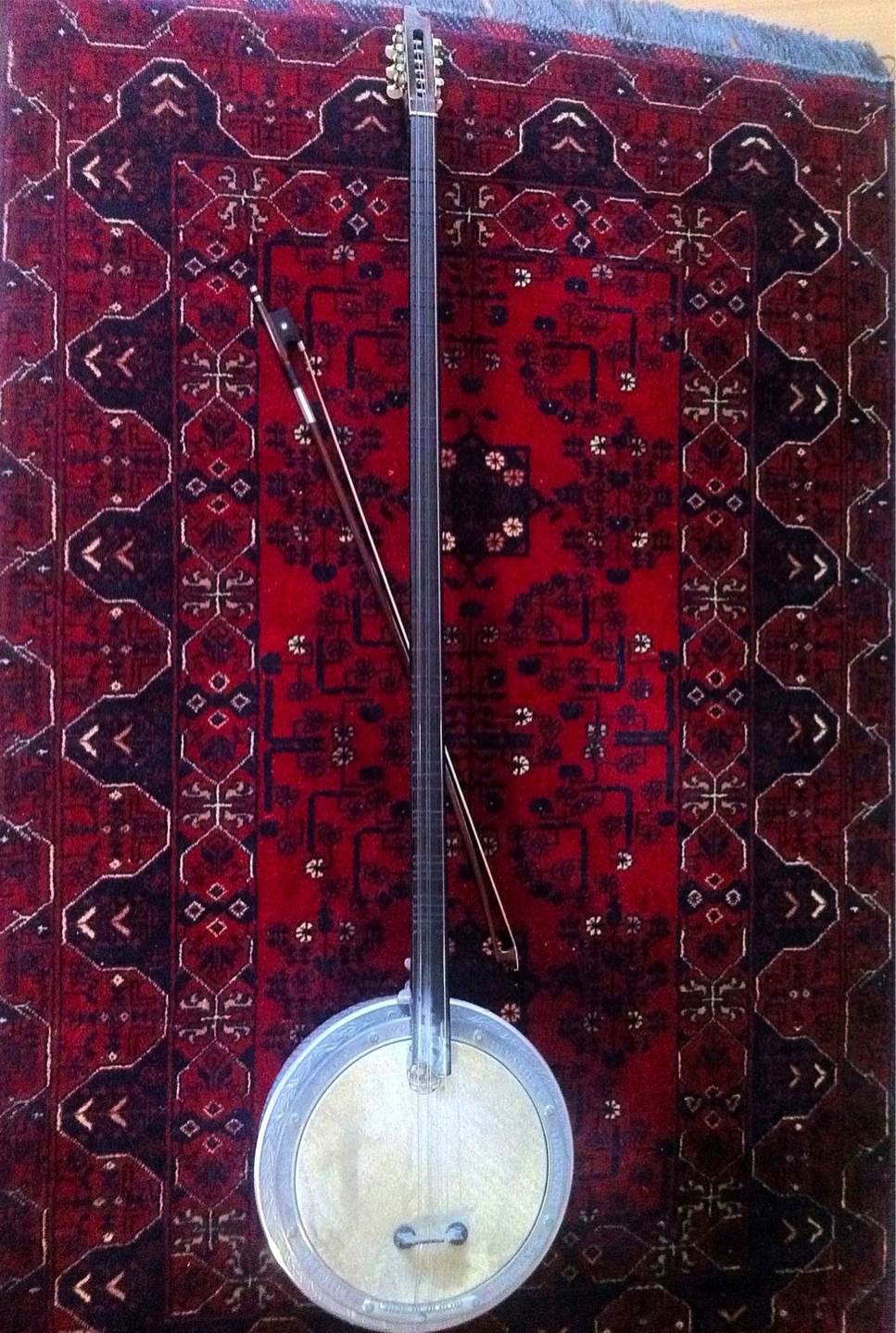
タンブールシュンブジュ